# Tony Hicks (gitarist)
Anthony Christopher Hicks (Nelson (Lancashire), 16 december 1945) is een Britse rock- en popmuzikant (zang, gitaar), die sinds 1963 lid is van de Britse popgroep The Hollies en als zodanig in 2010 werd opgenomen in de Rock and Roll Hall of Fame.

## Biografie
Hicks kreeg voor het eerst een voorproefje van roem op 12-jarige leeftijd als lid van Les Skifflettes, toen ze in 1957 te zien waren op de talentenjacht van Carroll Levis. Aan het begin van de jaren 1960 was hij een gerespecteerd lid van het muziekcircuit in Manchester en was hij de hoofdgitarist geworden van Ricky Shaw and the Dolphins. Toen de lokale rivalen The Hollies in februari 1963 een vervanger nodig hadden voor hun gitarist Vic Farrell alias Vic Steele, werd Hicks benaderd om zich bij de band aan te sluiten. Hoewel hij aanvankelijk terughoudend was, was hij er uiteindelijk van overtuigd om mee te doen, nadat hij naar The Hollies had geluisterd via de luchtschacht van het Twisted Wheel in Manchester. Ze hadden zich verzekerd van een testopnamesessie met EMI's Parlophone-label voor stafproducent Ron Richards, die Hicks naar behoren behandelde als hun nieuwe gitarist in april 1963 en wat resulteerde in een platencontract met Parlophone.

### Met The Hollies
The Hollies werden al snel een van de meest succesvolle bands in het Verenigd Koninkrijk. Ze hadden een kenmerkende, luchtige popstijl opgebouwd rond de driedelige harmonie van Hicks (lagere harmonie) en bandleden Allan Clarke (leadzang) en Graham Nash (hoge harmonie). Hicks droeg zijn eerste solo-compositie voor de band bij aan de ep-publicatie When I'm Not There in 1964 en schreef dat jaar samen met drummer Bobby Elliott een B-kantje (Keep Off That Friend of Mine). Hicks sloot zich vervolgens aan bij Clarke en Nash als het interne songwriting-team van de band, die van 1964 tot midden 1966 schreven als Chester Mann en L. Ransford, alvorens de vlag van Clarke-Hicks-Nash aan te nemen. Halverwege de jaren 1960 was het drietal verantwoordelijk geworden voor het schrijven van de meeste van hun nummers, waaronder de singleshits Stop stop stop, On A Carousel, Carrie Anne en King Midas in reverse. Hicks zong zelden leadzang op Hollies-nummers, maar was te horen in Look Through Any Window (1965) en zong coupletten op Too Much Monkey Business (1964), Carrie Anne (een nummer dat hij begon voor de band in Stavanger, Noorwegen in 1967) en Open Up Your Eyes (1968). Hicks deed solo-leadzang op zijn nummer Pegasus (1967), het door Clarke-Sylvester geschreven Look at Life (1969), zijn Born A Man (1973), Hillsborough (1989) en Bobby Elliotts Then, Now, Always (Dolphin Days) (2009).
In 1966, met bijdragen van collega-Hollies Clarke en Nash, droeg Hicks samen met Yardbirds-gitarist en sessiemuzikant Jimmy Page, gitaarwerk bij aan het album Two Yanks in England van The Everly Brothers (dat coverversies bevatte van een aantal Hollies-nummers, die mede geschreven waren door Hicks). In de jaren 1960, toen Nash weinig gitaarwerk deed, behalve af en toe een ritmepartij en akoestisch werk, werd Hicks een integraal onderdeel van het Hollies-geluid. Afgezien van het leveren van onderscheidende lead-gitaarpartijen, kon op hem worden vertrouwd om ongebruikelijke instrumenten aan hun sessies toe te voegen - zoals de banjo, die een belangrijk onderdeel was van hun hit Stop! Stop! Stop!, Greek-type (Tell Me to My Face) en fuzz gitaar (Have You Ever Loved Somebody). Toen er geen origineel materiaal beschikbaar was, ontdekte Hicks demo's van Hollies-hits Just One Look (#2 in 1964), I Can't Let Go (#2 in 1966) en He Ain't Heavy, He's My Brother (#3 in het Verenigd Koninkrijk in 1969), wat een van hun grootste hits werd. Hicks stelde de band voor om eind 1968 een album met Bob Dylan-nummers te maken. Nash was het daar niet mee eens, een van de redenen voor zijn vertrek uit de band (hoewel hij al had gezongen met David Crosby en Stephen Stills in de Verenigde Staten). De Hollies vervingen Nash door Terry Sylvester en Hollies Sing Dylan (1969) was #3 in de Britse albumhitlijst, hoewel het in de Verenigde Staten niet in de hitlijsten kwam. Dit was een van de eerste tribute-albums, die door een vocale groep aan een enkele artiest waren gewijd.
Na het vertrek van Nash in december 1968 uit de band, begon Hicks meer solonummers te schrijven, die werden gebruikt als B-kantjes of als albumtracks, zoals Cos You Like To Love Me en Don't Give Up Easily in 1969 en Dandelion Wine in 1970. Hij schreef een groot deel van het album Confessions of The Mind uit 1970 van The Hollies, waaronder Too Young To Be Married (een #1 single in Australië en Nieuw-Zeeland). Hicks schreef ook samen met de Britse zanger Kenny Lynch voor The Hollies, zoals What A Life I've Led, Look What We Got, Promised Land, de Amerikaanse hitsingle Long Dark Road. (allemaal 1971), Blue in the Morning (1972) en Faded Images, opgenomen door Cilla Black op haar album Images uit 1971. Hij schreef samen met Allan Clarke en Terry Sylvester Hollies-liedjes tussen 1974 en 1978. In 1974 produceerde Hicks het gelijknamige bandalbum Taggett bij EMI Records in het Verenigd Koninkrijk. In 1990 schreef Hicks samen met zijn zoon Paul Naomi voor The Hollies. In 1993 voegde hij nieuwe gitaarpartijen en harmoniezang (met Clarke en Nash) toe aan een alternatieve versie van Peggy Sue Got Married van Buddy Holly (toegeschreven aan Buddy Holly and The Hollies), wat leidde tot het Not Fade Away tributealbum aan Holly door verschillende artiesten.
De Hollies bleven hits scoren na de jaren 1970, waaronder een Britse hit met de medley Holliedaze in 1981, een Amerikaanse Top 30-hitcover van Stop! In the Name of Love in 1983, een Britse #1-single in 1988 (een heruitgave van He Ain't Heavy, He's My Brother) en in 1993 The Woman I Love. De band treedt en neemt nog steeds op, maar met de pensionering van Allan Clarke in 1999, zijn alleen Hicks en drummer Bobby Elliott over uit de hoogtijdagen van de band in de jaren 1960.

## Huidig tijdperk
Tony Hicks is nog steeds een actief lid van The Hollies, aangezien ze nog steeds concerten geven, voornamelijk in het Verenigd Koninkrijk, Australië, Nieuw-Zeeland en Europa. Hij is momenteel de hoofdgitarist (en andere diverse snaarinstrumenten) en zang.

## Prijzen en onderscheidingen
In 2010 werden The Hollies (die in 1995 al een Ivor Novello Award hadden gewonnen voor hun uitmuntende bijdrage aan de Britse populaire muziek en in 2006 werden opgenomen in de Vocal Group Hall of Fame) opgenomen in de Rock and Roll Hall of Fame. Hicks en Elliott waren afwezig bij de introductieceremonie vanwege Britse tourneeverplichtingen met de huidige Hollies-band, maar beiden maakten deel uit van de bekroonde bezetting.

## Privéleven
Hicks is sinds 1974 getrouwd met Jane Dawton. Hicks' zoon Paul werkte als bekroonde geluidstechnicus bij de Abbey Road Studios en assisteerde bij mixen van verschillende vintage Hollies-opnamen. Paul heeft ook gewerkt aan projecten van Pink Floyd, Paul McCartney en George Harrison, evenals aan verschillende remasteringprojecten van The Beatles - met name de Anthology en Let It Be ... Naked albums en de monoversies van The Beatles back catalogue op compact disc. Paul is samen met vriend Dhani Harrison lid van de band thenewno2, wiens muziek te zien was in de film Beautiful Creatures uit 2013.
- Biblioteca Nacional de España: XX970456
- International Standard Name Identifier: 0000 0001 1679 0922
- MusicBrainz: c0a7cfd5-fbb3-44bc-b348-b21c80c94f37
- Nationale Bibliotheek van Tsjechië: ola2002152109
- Virtual International Authority File: 79609591
- WorldCat: E39PBJkhMDrQ94trkbqDr4JRrq